# 旧岩崎家末廣別邸
 旧岩崎家末廣別邸 （きゅういわさきけすえひろべってい）は、千葉県富里市にある旧末廣農場内に建てられた岩崎家の邸宅である。近代和風建築として国の登録有形文化財に登録されている（登録対象は、主屋、東屋、石蔵）。岩崎久彌が戦前に月2、3度ほどこの別邸に訪れては、農場の鶏などの家畜たちの世話をしたと伝えられている。

## 国の登録有形文化財
主屋
建築面積は約150坪で、大正から昭和初期の建築と考えられている。設計者は岩崎家専属の建築家、津田鑿（さく）と考えられている。中庭の西側に玄関、南側に座敷が並び、北側には台所と浴室、東南側に座敷と数奇屋意匠の6畳間が張り出す。天井裏と床下の一部に鉄板による補強が加えられているのが特徴で、耐震構造を意識した造作がなされている。
東屋
主屋の南東に位置する、建築面積約15坪の建物で、主室と台所からなる。竹や白樺など野趣あふれる材料を吟味して数寄屋造としている。建築年、設計者は不明。
石蔵
主屋の東側に位置し、3間×2間の一室の建物で、軸部は木造であるが、その外周は大谷石を積み回して、その表面にスクラッチタイルを化粧張りしている。正面は観音開き鉄製の鎧戸と片引きの内戸が備えられている。建築年、設計者は不明。

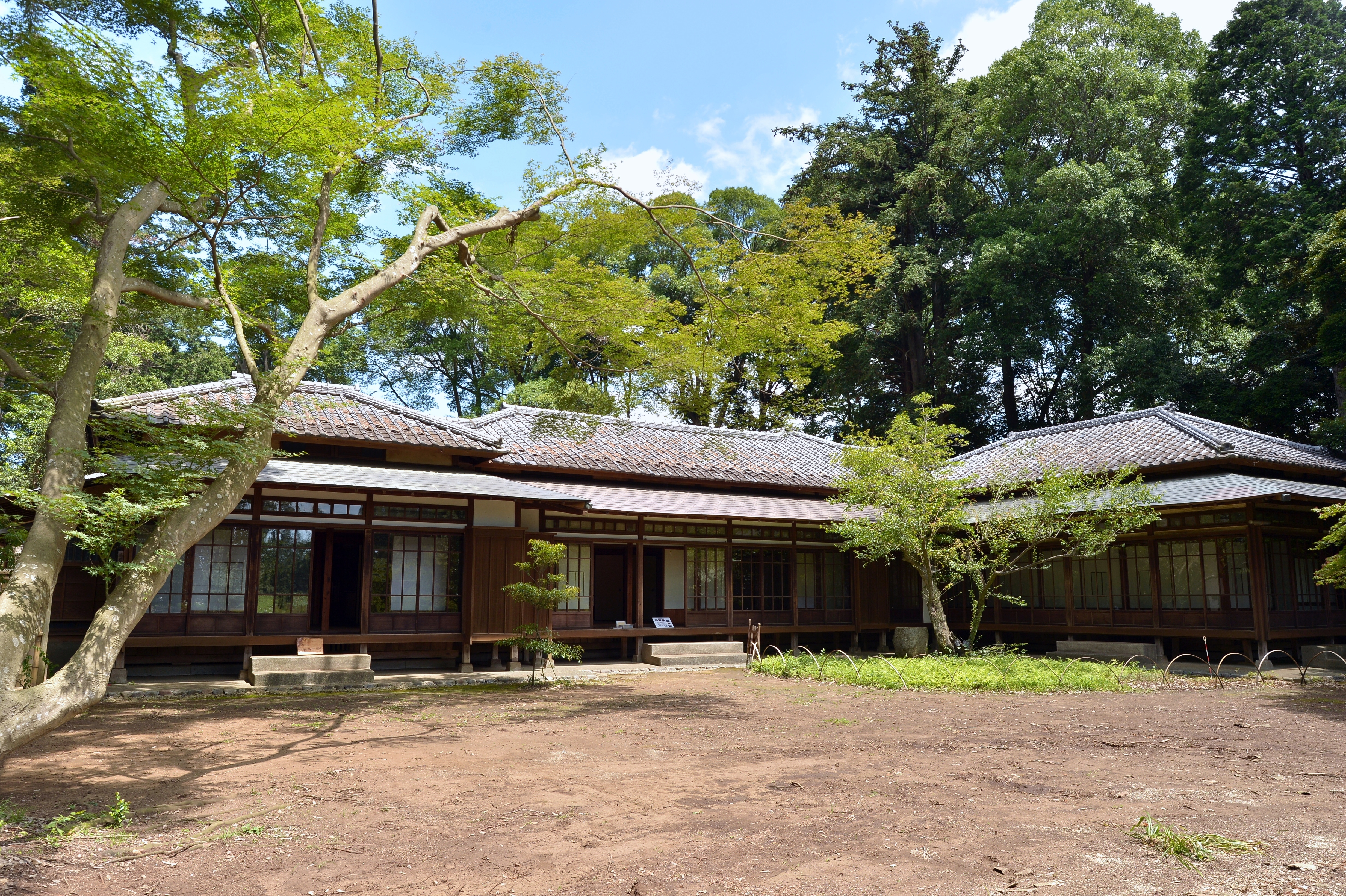
主屋
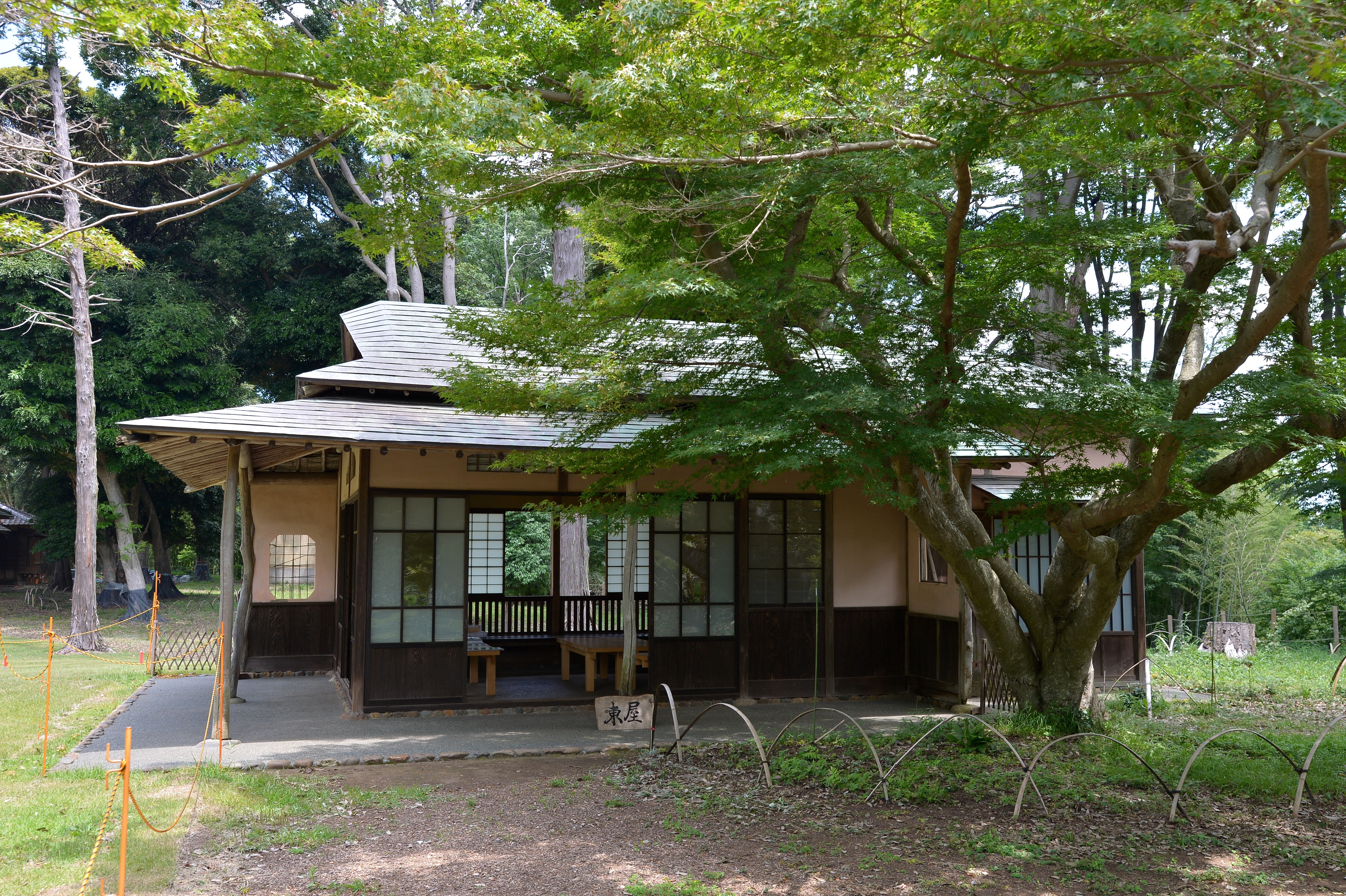
東屋